# 滋賀朝鮮初級学校
滋賀朝鮮初中級学校（しがちょうせんしょちゅうきゅうがっこう、시가조선초중급학교）は、学校法人滋賀朝鮮学園が運営する滋賀県大津市にある朝鮮学校。日本の幼稚園・小学校・中学校に相当する教育を行っている各種学校（非一条校）である。

## 沿革
- 1960年4月 - 前身に当たる滋賀朝鮮中級学校、近江八幡市（当時）に開校。
- 1962年12月 - 現在地に新校舎建設、移転。
- 1963年4月 - 初級部併設、県下唯一の民族学校、滋賀朝鮮初中級学校となる。
- 1991年 - 現校舎落成。

## 学科
- 中級部
- 初級部
- 幼稚班

## 生徒数
- 2014年度の時点で34人[1]
- 2020年度は21人[2]
- 2022年度は19人[3]

## 所在地
- 〒520-0812 大津市木下町2-24

## 補足
- 2004年に大津市が、日本の私立学校に対する助成金を20％カットするが、朝鮮学校に対してはこれまでどおり支給する・増額を検討する旨を発表し、批判が上がっている。
- 2007年1月、大阪府警察本部警備部が同校敷地内の駐車場に止められていたディーゼルトラックの車庫飛ばし（届け出上の保管場所は大阪であった）を理由に学校を家宅捜索した。

これに対し在日朝鮮人関係者側からは、車庫飛ばし摘発は交通部の管轄のはずであり、日本政府の朝鮮敵視政策に基づく別件捜査であると、非難の声が上がっている。